# Acequia Real del Júcar

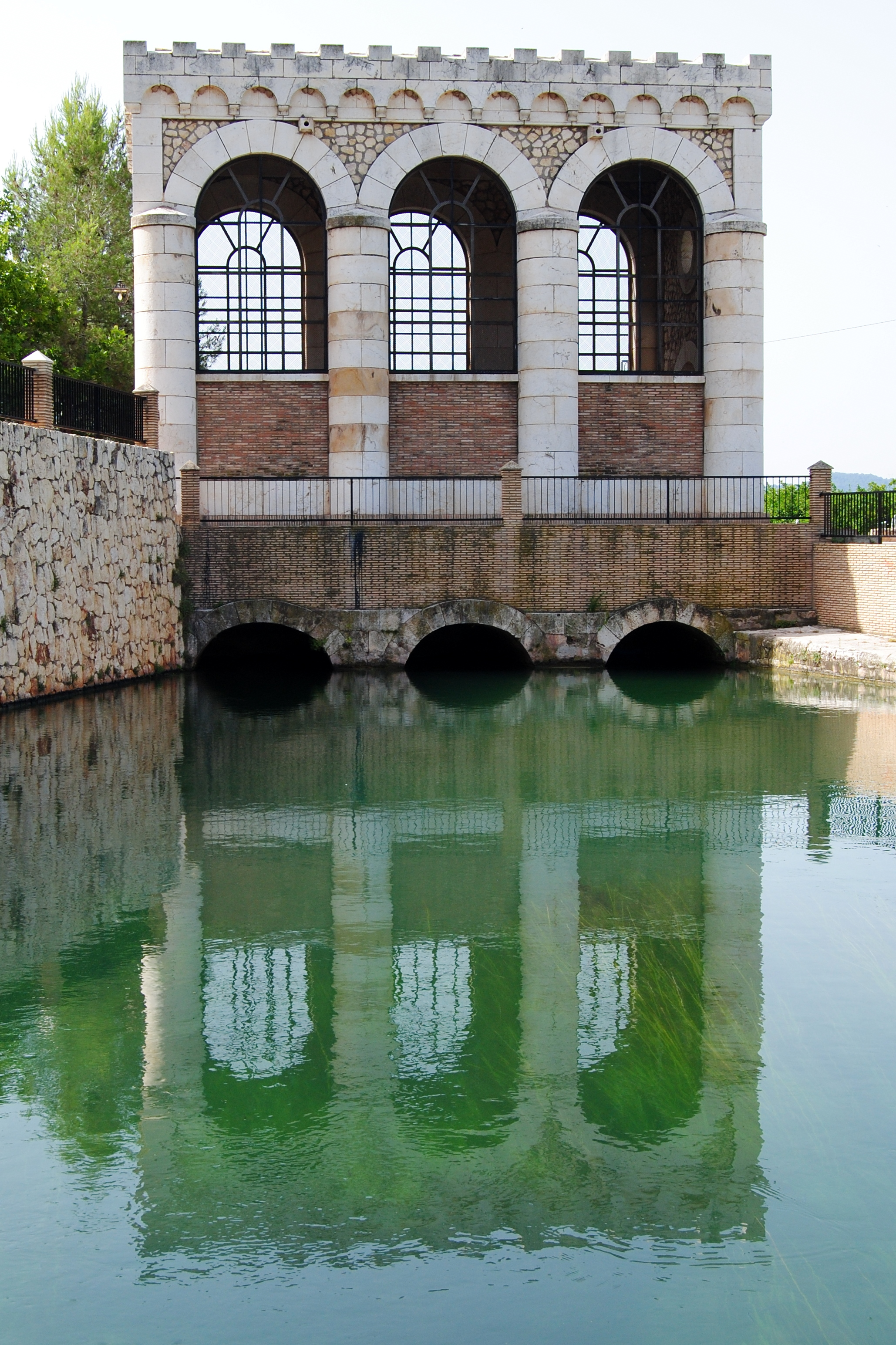
La Casa de las Compuertas en Antella da inicio a la derivación de las aguas del río Júcar hacia la Acequia Real del Júcar

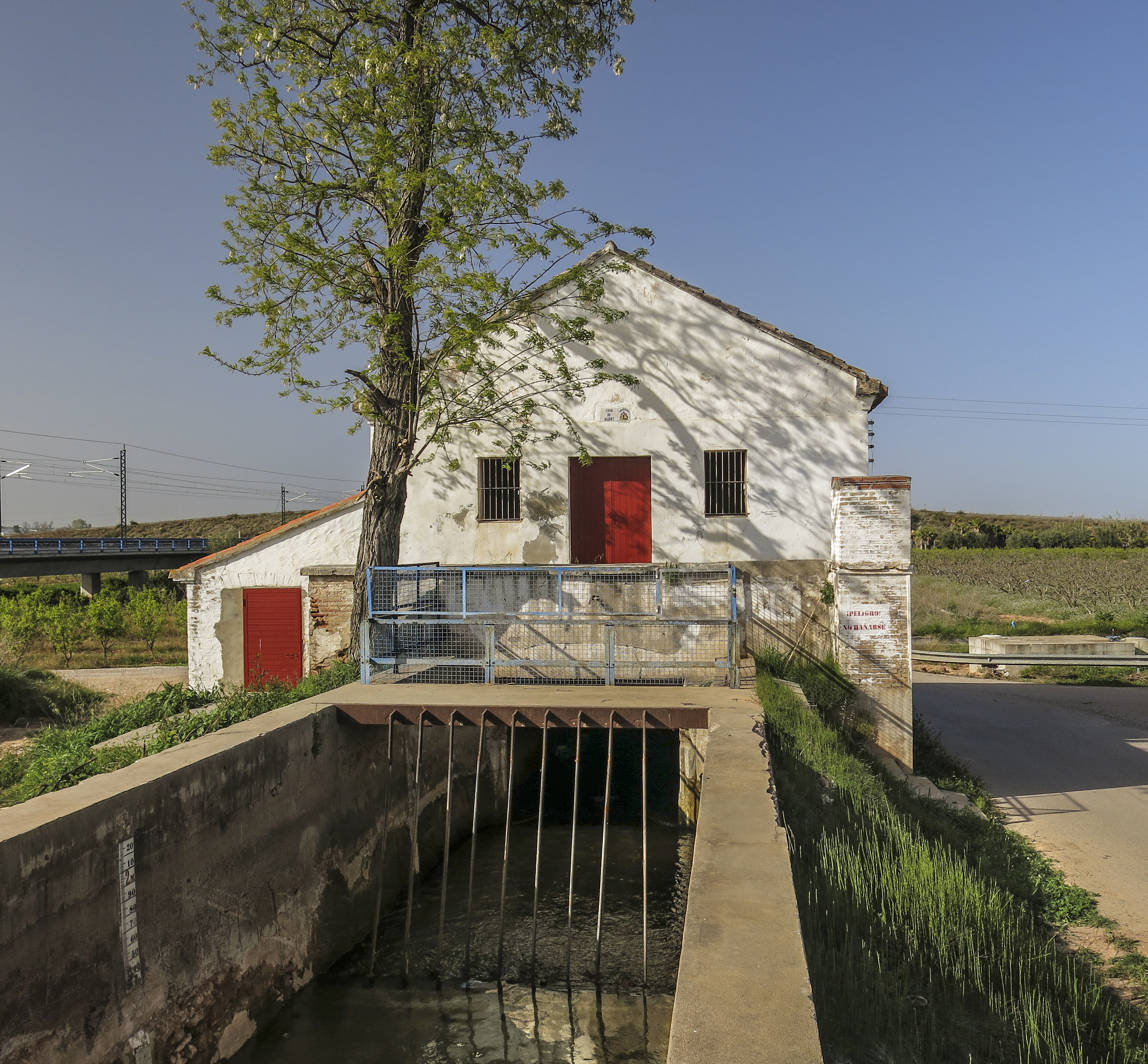
El cano (conducto subterráneo de agua) de Alginet en la Acequia Real del Júcar

La Acequia Real del Júcar que discurre por la provincia de Valencia, en España, recibió este nombre en el siglo XVIII. Según los historiadores de 1258 a 1264 recibió el nombre de Acequia de Alberique
y después de Real Acequia de Alcira hasta la denominación actual.
La Acequia Real del Júcar, principal arteria de dicho río hasta la reciente construcción del Canal Júcar - Turia, tiene su origen en Antella y desagua en la Acequia de Favara y constituye un elemento vertebrador de las comarcas de la Ribera Alta, Ribera Baja y la Huerta Sur, ya que con un recorrido de 54 kilómetros, riega más de 20 000 hectáreas y sustenta a 21 poblaciones.
Su construcción se inicia en la segunda mitad del siglo XIII por Jaime I el Conquistador, y se amplía por el duque de Híjar, Señor de Sollana, cinco siglos más tarde, siendo uno de los canales de mayor antigüedad existente en España.

## Poblaciones a las que riega
- Antella
- Gabarda
- Alcira
- Benimuslem
- Alberique
- Masalavés
- Benimodo
- Guadasuar
- La Alcudia
- Algemesí
- Albalat de la Ribera
- Sollana
- Alginet
- Benifayó
- Almusafes
- Picasent
- Silla
- Alcácer
- Beniparrell
- Albal